# Aedes albilabris
Aedes albilabris är en tvåvingeart som beskrevs av Edwards 1925. Aedes albilabris ingår i släktet Aedes och familjen stickmyggor. Inga underarter finns listade i Catalogue of Life.